# Medel (Lucmagn)
Medel (Lucmagn) (llamada oficialmente en alemán hasta 1943 Medels im Oberland) es una comuna suiza del cantón de los Grisones, situada en la región de Surselva. Limita al norte con la comuna de Disentis/Mustér, al este con Sumvitg y Vrin, al sureste con Blenio (TI), al sur con Quinto (TI), y al oeste con Tujetsch.
Forman parte del territorio comunal las localidades de Curaglia, Soliva, Mutschnengia, Platta, Baselgia, Drual, Matergia, Pardé y Fuorns.